# Étage thermo-méditerranéen

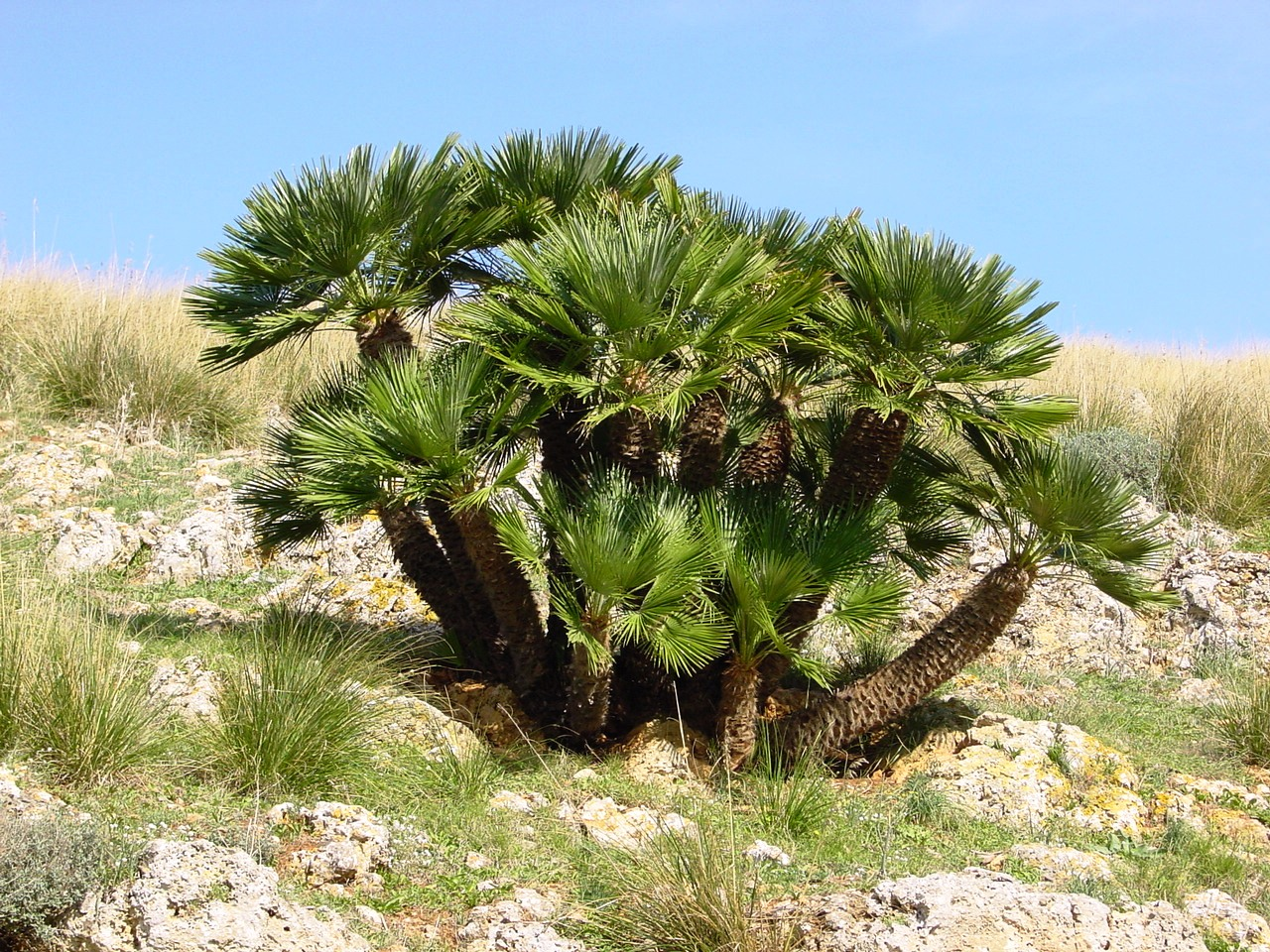
Réserve naturelle de Zingaro, Sicile Chamaerops humilis.

L'étage thermo-méditerranéen est une déclinaison du climat méditerranéen ; il se caractérise par une température comprise entre 17 et 20 °C, la température minimale du mois le plus froid étant à 5 °C et la saison estivale sèche durant de 2 à 3 mois.
Le cortège floristique comprend comme espèces principales :
- le caroubier, Ceratonia siliqua
- l'oléastre, Olea europaea
- le palmier nain, Chamaerops humilis[2]
- l'euphorbe arborescente, Euphorbia dendroides[2]

## Concept d'étagement altitudinal
Un étage désigne une disposition particulière d'élément naturels, particulièrement floristiques, en fonction des conditions climatiques du milieu, qui dépendent essentiellement de l'altitude et incluent la température, le niveau de précipitations, l'humidité, etc..

## Localisation

### Généralités
L'étage thermo-méditerranéen est réputé être limité au sud du 41° parallèle de latitude nord, soit, pour l'Europe, l'Espagne, l'Italie, et la Sardaigne, plus quelques stations isolées. En France, seuls « des espaces extrêmement restreints » sont concernés par cet étage.

### Le cas duMont Boron
À la découverte de conditions climatiques ainsi que d'un cortège floristique correspondant à cet étage au mont Boron, à Nice, certains auteurs y ont vu la présence d'une station du genre. Il semble cependant que la présence d'Olea europaea, comme celle de Ceratonia siliqua soit attribuable aux Romains qui ont colonisé la région très tôt. La plantation de Chamaerops humilis semble également artificielle, Euphorbia dendroides constituant ainsi le seul élément du cortège véritablement thermo-méditerranéen. Une seule espèce n'étant pas suffisante pour définir un cortège, il semble que le mont Boron ne puisse finalement pas être considéré comme une station thermo-méditerranéenne.